# Heliga förbönskyrkan, Bohina
Heliga förbönskyrkan (belarusiska: Свята-Пакроўская царква; translitteration: Svjata-Pakrowskaja tsarkva) är en belarusisk-ortodox kyrkobyggnad belägen i staden Bohina, i distriktet Braslaŭski Rajon i Vitsebsks voblast, i norra Belarus.
Kyrkan är helgad åt Guds Moders Beskydd och tillhör Polotsk stift i den Belarusisk-ortodoxa kyrkan.

## Historik
Heliga förbönskyrkan i Bohina byggdes 1892.

## Kyrkan

### Exteriör
Kyrkan är byggd i en form av rysk stil och är gjord av tegel. Klocktornet har tre våningar.

### Inventarier
- Inne i kyrkan finns tavlor till minne av soldater och officerare från den Kejserliga ryska armén som dog under det första världskriget.[1]
- Det finns också ikoner från 1700- och 1800-talen, som föreställer bland annat Jungfru Maria (Guds moder) med Jesusbarnet.[1][2]

## Bilder

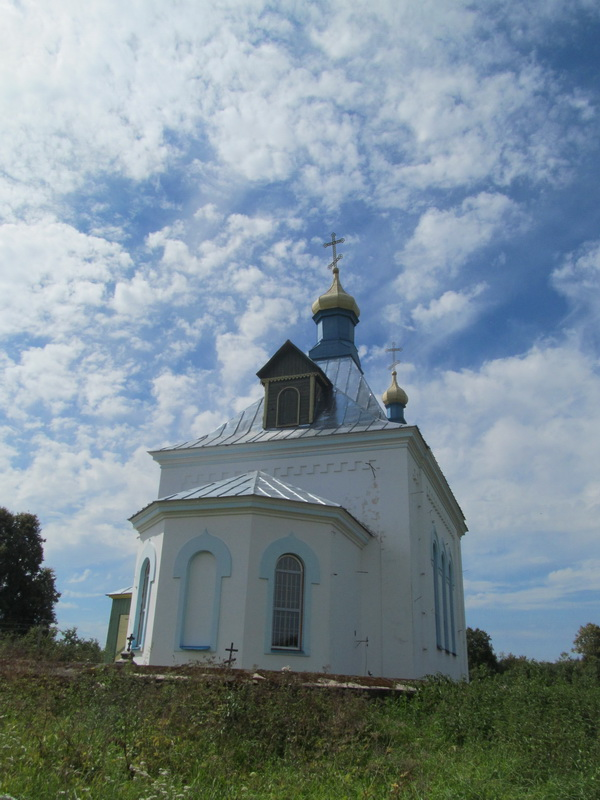
Kyrkans absid.
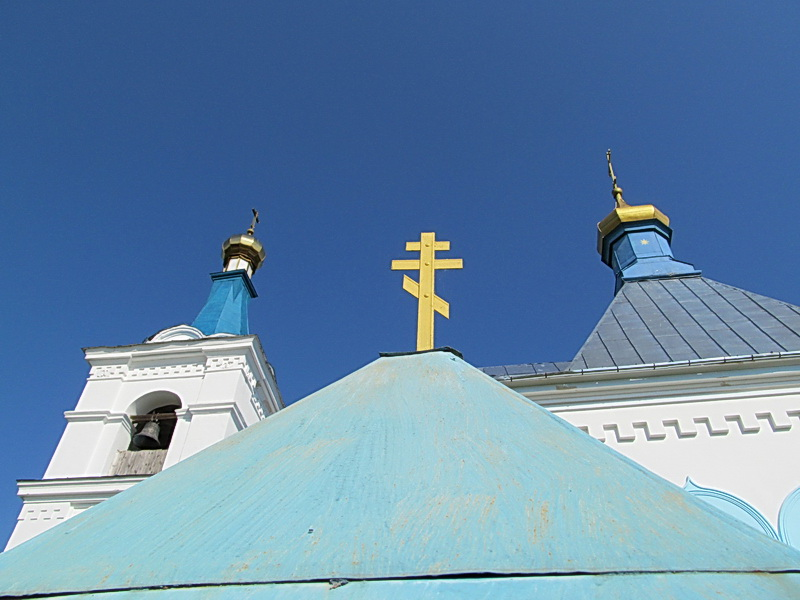
Närmare bild på fasaden.

### Allmänna källor
- Храм Пакрова Божай Маці Богіна (hram.by)
- Свята-Пакроўская царква, Богіна - Архіварта — Партал спадчыны Беларусі (archivarta.by)